# Lužnice a Nežárka
Lužnice a Nežárka este o arie protejată (arie specială de conservare — SAC, sit de importanță comunitară — SCI) din Republica Cehă întinsă pe o suprafață de 859,5 ha, integral pe uscat.

## Localizare
Centrul sitului Lužnice a Nežárka este situat la coordonatele 49°14′46″N 14°42′18″E / 49.246111°N 14.705°E.

## Înființare
Situl Lužnice a Nežárka a fost declarat sit de importanță comunitară în aprilie 2005 pentru a proteja 4 specii de animale. Situl a fost protejat și ca arie specială de conservare în ianuarie 2014.

## Biodiversitate
Situată în ecoregiunea continentală, aria protejată nu include niciun habitat protejat.
La baza desemnării sitului se află mai multe specii protejate:
- mamifere (1): vidră de râu (Lutra lutra)
- nevertebrate (2): Osmoderma eremita, Unio crassus
- pești (1): țipar (Misgurnus fossilis)